# سارة خاتون إسكندريان
سارة إسكندريان المعرفة بأسم سارة خاتون هي من اغنياء بغداد وابنة أوهانسيان (هوفهانيس) ماركوس اسكندريان (1834-1899) أحد وجوه الأرمن في بغداد، وتعتبر نموذجاً للصراع ضد سطوة المال والجاه، وقد وقع الوالي العثماني ناظم باشا في حبها ولكنها رفضت هذا الحب وتصدّت له. يوجد في حي الصناعة ببغداد منطقة كمب سارة سُمِّيت بأسمها. 

## حياتها
ولدت سارة في بغداد عام 1893 من عائلة أرمينية استوطنت العراق منذ 600 عام، وفقدت والدتها صوفي (1856-1895) وأختها الصغيرة زابيل، ثم والدها قبل أن تبلغ سن الرشد وتبقى تحت رعاية عمتها صوفي ووصاية عمها سيروب اسكندريان. وقد خلف لها والدها ثروة طائلة جداً، تتضمن أموالاً وبساتين وأراضي زراعية في بغداد والصويرة والحلة ومنطقة الشوملي، فضلاً عن أراض واسعة ضمن حدود أمانة بغداد قسمت وبيعت لتغدو في ما بعد منطقة سكنية تعرف بحي الرياض (كمب سارة).
وكان المنزل الفخم لأهل سارة يقع في شارع الرشيد ببغداد على ضفاف نهر دجلة، وأصبح في ما بعد أحد فنادق بغداد المعروفة وأسمه (ريفر فرونت هوتيل)، وقيل إن أملاكها كانت من الكثرة وكبر المساحة بحيث كان القطار يستغرق في مسيره مدة نصف ساعة للخروج من حدودها! !

## غرام الوالي العثماني

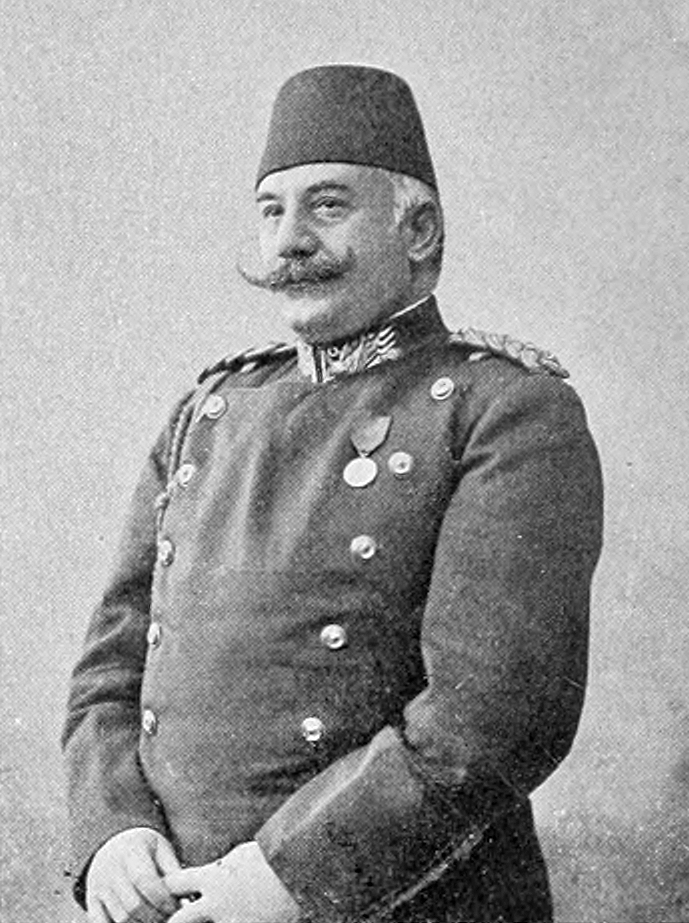
ناظم باشا في الزي العسكري.

بدأت قصة سارة مع الوالي العثماني ناظم باشا، تلك القصة التي وصلت أخبارها إلى اسطنبول وربما إلى أوروبا، ذات ليلة من شهر أغسطس 1910 عندما أقام ناظم باشا، حفلة راقصة على ظهر باخرة نهرية من أجل إنشاء مستشفى الغرباء في بغداد. وكانت الحفلة مختلطة؛ وكان هذا الوالي قد زار فرنسا مرارا، وتأثر بالثقافة الفرنسية والحياة الغربية، فأراد أن يقيم الحفل ولم يكن الناس قد اعتادوا على مثل هذه المظاهر من الحفلات الراقصة والأنوار الساطعة. حضر القناصل وزوجاتهم وأفراد الجاليات الأجنبية وبعض العائلات المسيحية الحفل. وكانت بغداد تشهد لأول مرة حفلة من هذا النوع، وقد حضرتها سارة مع أفراد عائلتها وهي تلبس الإزار والخمار (البوشيَّة) على الطريقة التي كانت مألوفة يومذاك، ولم يكد الوالي يشاهدها حتى شغف بها حباً على الرغم من الفرق الكبير بين عمريهما، إذ كانت سارة في السابعة عشرة من عمرها بينما هو كان في الخمسين.

## عرض الزواج الغريب
وكانت سارة قد ضاقت ذرعاً بوصاية عمها على ثروتها الكبيرة، كونه يتصرف بأموالها لنفسه، فاعتبرتها فرصة ذهبية لتستعين بالوالي على فسخ هذه الوصاية واستبدالها بوصاية مطران الكنيسة الأرمنية. لذا طلبت من ناظم باشا موعداً لزيارته، فكان الجواب سريعاً. ويبدو أن هيبة الوالي العجوز ونظراته قد أخرست سارة عن الكلام في هذا اللقاء، فتولت العمة صوفي شرح الموضوع الذي أنصت إليه الوالي بشكل جاد. وبعد أيام من هذا اللقاء، أرسل الوالي في طلب العم سيروب وولده تانييل (دانيال) وطلب منهما أن يقدما كشفاً بالحساب لإرث سارة. فاستبشرت سارة خيراً، إلا أن الأمور سارت بمنحى آخر، إذ بادر ابن عمها تانييل إلى زيارتها في إحدى الأمسيات وذكر لها، وهو مضطرب، أن ناظم باشا يريدها زوجة له! ورفضت سارة (عرض) تانييل هذا لها وطردته، فشعر الوالي أن صبية بغدادية لا تملك ما يملكه هو من سطوة واقتدار قد تمردت عليه من دون رهبة أو خوف، فأخذ بتضييق الخناق عليها ونصب الشراك لها، فإذا بها تفلت من واحد حتى يكون الثاني في انتظارها وهي صامدة ببطولة وشجاعة، وتبين للباشا أنها فتاة من طراز خاص ذات إرادة وشخصية قوية.

## اللجوء إلى دار النقيب
وأوعز الوالي إلى (الجندرمة) بأن يقتحموا بيتها، فتسلقت الجدار الذي يفصل بينها وبين جارها القنصل الألماني في بغداد (هسا) الذي وجد أن بقاءها في داره قد يسبب أزمة دبلوماسية، فنقلها على الفور إلى دار السيد عبد الرحمن الكيلاني النقيب نقيب الأشراف في بغداد) في محلة باب الشيخ ببغداد، فآواها النقيب ووفر لها حماية كاملة منطلقاً من مبادئه الإسلامية في نصرة المظلوم والوقوف إلى جانب الحق، ولم يتجرأ الوالي على اقتحام دار السيد النقيب، نظراً للاحترام الكبير الذي كان يحظى به من قبل جميع الناس، إلا أن الوالي وزع جلاوزته (الجندرمة) حول الدار لإلقاء القبض على سارة عند مغادرتها للدار. وبقيت سارة في دار السيد النقيب خمسة أيام أمعن الوالي خلالها في التضييق عليها وإيذائها، فاعتقل خادمتي سارة لولو وفريدة بتهم ملفقة باطلة، وأبعد خطيبها إلى كركوك لأداء الخدمة العسكرية هناك، على الرغم من دفعه للبدل النقدي الذي كان يمنحه الحق في أداء الخدمة العسكرية في محل إقامته.

## أهالي بغداد يقفون مع سارة
تسربت القصة إلى أوساط العامة في بغداد، ونشأت الأغاني و (البستات) التي تتضمن إشارات غير مباشرة إلى سلوك الوالي. ووقف أهل بغداد إلى جانب سارة، ونصروها مرتين: مرة عندما خرجت من دار السيد النقيب وهي محجبة تستقل عربة (يجرها حصانان)، إذ لمحها الرقباء من (الجندرمة) الذين انتشروا حول الدار. وعندما تصدوا لها قصد إلقاء القبض عليها افتعل شباب محلة (باب الشيخ) أمراً صرفوا إليه (الجندرمة) عن عربة سارة، وبذلك فوتوا عليهم الفرصة وكان أن أفلتت من أيديهم. ونصرها أهل بغداد ثانية عندما حاول ابن عمها تانييل اختطافها وهي في حديقة بيتها المطل على شاطئ نهر دجلة بزورق أرساه عند الحديقة، فصرخت واستنجدت بجيرانها من الفلاحين المجاورين لبيتها، فهبوا لنجدتها بالعصي و (المساحي) و (المگاوير)، فهرب تانييل بجلده لا يلوي على شيء.
وهنا دخلت السياسة بطرفها في هذا الحادث، إذ كان في بغداد آنذاك أعضاء لكل من حزب الاتحاد والترقي وحزب الحرية والائتلاف والذي كان ناظم باشا أحد أبرز أعضائه.
واستغل حزب الاتحاد والترقي ذلك التذمر الشديد وسخط الشارع البغدادي على الوالي وتصرفاته، واستنفروا شهامة أهل بغداد وحميتهم ونظموا الاحتجاجات للتنديد بناظم باشا وسياساته وتنظيم حملة ضده وضد حزب الحرية والائتلاف. أثناء ذلك، وصل إلى بغداد إسماعيل حقي بابان، من أسرة آل بابان العراقية المعروفة، في جولة انتخابية وصحفية بوصفه مراسل صحيفة (طنين) المعروفة بولائها لحزب الاتحاد والترقي. والتقى بسارة التي شرحت له تضييق الوالي عليها ومطاردتها، وعاد بابان إلى إسطنبول ليبسط موضوع سارة هناك، وقام نواب العراق (نائبا الموصل ونواب بغداد والديوانية وكربلاء وكركوك) في مجلس المبعوثين العثماني بتقديم تقرير عما جرى في هذا الموضوع في 12 يناير و6 فبراير 1911. وانتقد طلعت باشا وزير الداخلية ناظم باشا على سلوكه، ملوحاً بالتحقيق وعزل ناظم باشا.

## الهروب إلى البصرة
على أن حماقة ناظم باشا دفعته أكثر إلى الانحدار في سلوكه بعد أن أحس بنذر الخطر تحدق به، فراح يحاول الحصول على تقرير طبي يؤيد إصابة سارة بمرض عقلي يتطلب وضعها تحت الحراسة. وحين علمت سارة وأدركت بالأمر أخذت تعد العدة للخروج من بغداد وبمساعدة راهبات دير الراهبات الفرنسيات، هربت متخفية بزي راهبة وبصحبة الراهبة هنرييت والراهب الأسباني بيير. واستطاع الثلاثة أن يستقلوا باخرة من بواخر شركة لنج المعروفة التي كانت ترسو عند شاطئ المنطقة، للذهاب إلى البصرة. لكن ناظم باشا علم بالأمر فارسل عدداً من (الجندرمة) لإلقاء القبض عليها. إلا أن قائد الباخرة منعهم من ذلك، لكونها تحمل العلم البريطاني وتابعة لقنصلية أجنبية. وكانت بواخر هذه القنصليات تتمتع بحصانة دبلوماسية كالقنصليات التابعة لها. وهكذا، فشل الوالي مرة أخرى في القبض على سارة. وانطلقت الباخرة إلى البصرة، وصدرت الأوامر إلى قائدها بأن يقودها بأقصى سرعتها ومن دون توقف في أي مدينة تمر بها.

## رعاية السير برسي كوكس
تعاونت القنصلية البريطانية في البصرة مع القنصل الروسي هناك لتهريب سارة على إحدى البواخر الراسية في شط العرب التي كانت تستعد للتوجه إلى مدينة بومباي. ورست الباخرة في ميناء بوشهر الإيراني في الخليج العربي، وبقيت هناك مدة من الزمن تحت رعاية السير برسي كوكس المقيم البريطاني في بوشهر، بعدها تركت سارة بوشهر إلى بومباي حيث استقرت لبعض الوقت.
في 17 مارس 1911 ورد الأمر من إسطنبول بعزل ناظم باشا من ولاية بغداد. وبعد ثلاثة أيام توجه ناظم باشا بالباخرة إلى البصرة، ومن هناك ذهب إلى إسطنبول عن طريق بومبي. ولم ينس أثناء مروره بمدينة بومبي أن يبحث عن سارة. وشعرت إدارة الهند البريطانية بالأمر، فأوعزت إلى سارة خاتون أن تتوارى عن الأنظار لفترة ريثما ييأس الباشا المتصابي فيغادر بومبي. وعندما عادت سارة إلى شقتها بعد تأكدها من سفره، سلمتها صاحبة البيت رسالة تركها لها ناظم باشا يعبر فيها عن (حبه)، وأرفق معها صورة له! !

## الزواج في باريس
وغادرت سارة بومبي إلى باريس حيث تزوجت عام 1913 من تانييل اوهانيس تاتيوسيان (1875-1922)، وهو عراقي أرمني. ثم عادت إلى بغداد مع زوجها عام 1918، وأخذت ترعى ثروتها بنفسها. وقد سمت ولدها برسي (ولد في بغداد في عام 1922 وتوفي فيها عام 1987) تيمناً بالجميل الذي أبداه لها السير برسي كوكس، وسمت ابنتها صوفي (ولدت ببغداد في عام 1917 وتوفيت فيها عام 2002) على اسم أمها وعمتها. كما ولدت لها ابنة أخرى أسمتها ادما (ولدت في بغداد عام 1919 وتزوجت في انكلترا وتوفيت فيها -2006).

## مواقفها الإنسانية
وفي عام 1917، أسست سارة خاتون مع عدد من النساء الأرمنيات في بغداد الهيأة النسوية الأرمنية لإغاثة المهجرين الأرمن بفعل مجازر الإبادة الأرمنية في الدولة العثمانية عام 1915، وقامت سارة خاتون وزوجها تانييل (قبل أن يتوفى في باريس في عام 1922) بتوزيع الطعام والملبس على 20 ألفاً من المهجرين الأرمن في العراق. وبزيادة عدد المهجرين الأرمن، أصبح حي «كمب الكيلاني» لا يستوعبهم، فقامت في العام 1937 بتوزيع أراضيها لقاء مبالغ مالية زهيدة.. وسمي هذا الحي الأرمني حي «سارة الزنگينة» أو «كمب سارة».

## الإفلاس وفقدان المأوى
وبعد تأزم أوضاعها المادية أتتها الضربة الكبرى، إذ فقدت في يوم واحد، وإثر عملية احتيال تعرضت لها، كل ما تملك حتى منزلها. وقام أناس بمساعدتها بشكل ظاهر أو مستتر. وقد استمرت خادمتها المخلصة وسائقها الشخصي بخدمتها بلا مقابل حتى وفاتها في 5 كانون الأول-ديسمبر 1960، وقد قاما بتأمين تكاليف دفنها، ووصف ليباريد آزاديان مؤلف كتاب (ذكريات دجلة) واقعة جمعته بسارة خاتون في بغداد بعد أن فقدت ثروتها، فقال: «في يوم صيفي لاهب وفي الساعة الثانية بعد الظهر، وعندما كنت أقود سيارتي لمحت سارة خاتون وهي تنتظر في محطة لحافلات الباص، من دون أن تضع قبعة تحمي رأسها من أشعة الشمس. وكان منظراً لا يصدق. وفكرت في أنها يمكن أن تصاب بضربة شمس، وقد تجاوزتها، بيد أن ضميري أخذ يؤنبني. وقررت العودة لمحطة الناص وقلت لها: سيدة سارة، تفضلوا، سأنقلكم بسيارتي إلى حيث ترغبون. فكان جوابها: شكراً ولدي، ستضايق نفسك. فقلت لها: لا توجد أي مضايقة، وأرجو كثيراً أن لا ترفضوا عرضي هذا. ونزلت من السيارة وقدتها إليها، وكان العرق يتصبب منها بغزارة! ! وفي الطريق قلت لها: سيدة سارة، إنكم لا تعرفونني. أنا وأمثالي جئنا مهاجرين إلى بغداد وحظينا بدعمكم المعنوي والمادي، وأنني أشعر دائماً بالعرفان بالجميل تجاه شخصكم، وأنكم بأعمالكم الخيرية صرتم فخراً لأرمن بغداد. ولم يصدر منها أي تعليق على كلامي هذا. وعندما وصلنا، فتحت لها باب السيارة. وبعد أن نزلت من السيارة، رفعت رأسها وقالت لي: شكراً، أيها السيد». وتحتل سارة خاتون المرتبة الأولى في قائمة المحسنين في تاريخ الأرمن في بغداد، وكان الأعيان العرب ينظرون إليها على أنها أميرة ويجلونها كثيراً. كما حظيت بالاحترام الخاص من قبل البلاط العراقي.

## في الذاكرة التراثية العراقية
كنا نسمع من كبار السن الذين عايشوا فترة العشرينيات من القرن الماضي، أن الفقر كان يغلب على حياة أكثر سكان بغداد وكانت القوة الشرائية للطبقات الفقيرة ضعيفة جدا، وكان من يعتبر نفسه ثريا هو من يملك العقارات للإيجار أو يملك حماما أو خاناً ويأكل اللحم يوميا مع عائلته وهذا يسمى في اصطلاح أهل بغداد بالزنكين أو قارون أو يقولون له (ابن دله) أي يشبهونه بالثري البغدادي عبد القادر دله، مالك خان دله المشهور في شارع السموأل. وهناك أثرياء مشهورون في بغداد عاشوا حياة مرفهة حينذاك، منهم سارة خاتون التي مازال اسمها حتى اليوم يطلق على حي سكني يسمى كمب سارة في بغداد.
ومن أجل معرفة المزيد عن حياة هذه الثرية البغدادية الشهيرة التي ذاع صيتها لدى الأوساط البغدادية يذكر الكاتب التراثي المعروف عباس بغدادي في كتابه الموسوم (بغداد في العشرينيات) قائلا:
تعد سارة «الزنكينة» من أثرياء بغداد وهي الفتاة نفسها التي أثارت الفضيحة المتعلقة بوالي بغداد المشهور ناظم باشا صاحب سدة ناظم باشا المعروفة في بغداد الذي أحبها ولحقها إلى بومباي وعرض عليها الزواج ثم هربتها السلطات البريطانية إلى فرنسا وبريطانيا وهي ارمنية بنت المرابي الشهير اوهانسيان. وكان هذا المرابي يقرض شيوخ العشائر الذين يحكم عليهم بغرامات ثقيلة لا تدخل خزينة الدولة العثمانية بل تدخل في خزينة الوالي الشخصية.
وكان اوهانسيان هو المشتري والبائع لاغنام الرؤساء ودوابهم وأراضيهم بالثمن البخس ثم يعود ويبيعها لهم بعد ان يقبض الوالي ما يريد. وهكذا فهو كالمنشار يأكل صاعدا ونازلا هذا عدا عن قيامه برهن الأراضي والبساتين وشرائها بعدئذ بأرخص الاثمان، فامتلك أخصب الأراضي وأجود البساتين في محافظة واسط (لواء الكوت) وبغداد والحلة وغيرها من جهات العراق وأشهرها أراضي مقاطعة الدبوني في العزيزية من لواء الكوت، وأراضي معسكر الرشيد والتي تسمى الآن (كمب سارة) وقسم كبير من أراضي المسبح. وقد سجلت جميع هذة الأراضي باسمها حين تطبيق قانون تسوية حقوق الأراضي بمساعدة رئيس اللجنة المطاع وهو المستر (ديجبرن) ثم شيدت قصرها الفخم المنيف على أراضيها في المسبح.
ولكنها كانت متلافة مبذرة عديمة التبصر فاخذت تقترض بالربا والفائدة أكثر مما كان أبوها يتقاضاه، فأكلت الفوائد أموالها وأملاكها وأضاف إلى ذلك تبذير ولدها المدلل (بيرسي) الذي كان يلبس إساور ذهبية في يديه ورجليه وينشر أمواله جزافا في ساحات سباق الخيل وقد ترعرع ابنها هذا في انكلترا تحت رعاية (بيت لنج) لأن المستر كمبل مدير الشركة ووريث لنج قد تزوج بنت سارة.
وبدأت الأم تبيع املاكها تباعا لتسديد الديون والفوائد وحجر على قصرها في المسبح وتأجل بيعه في المزاد العلني عدة مرات بتأثير من نوري السعيد، وكانت تلجأ اليه كلما ضاقت بها الحال، ولم تفلح كل هذه الجهود ورجع بيرسي إلى لندن وبيع قصرها وأراضيها بما فيها مقاطعة الدبوني المشهورة، وقد اشتراها عبد المنعم الخضيري بالاشتراك مع جابر القاطع من اهالي الصويرة صاحب أسواق ميسلون في المنصور، وذلك بعد إلحاح متزايد وضغط من الدائن التاجر كاظم مكية ثم هجرها كل الأصدقاء والمعارف، ولم يبق لها ماتعتاش منه قبل أن يستطيع المستر كمبل إنقاذها ونقلها إلى لندن لتعيش في كنفه وكنف ابنتها.

## مسلسل سارة خاتون
وفي عام 2006 أنتجت قناة الشرقية مسلسلا بعنوان سارة خاتون بتألف من 30 حلقة، كتابة حامد المالكي وإخراج صلاح كرم، وبطولة ريام الجزائري التي جسدت شخصية سارة.